# Bernardo Pelén
Bernardo Pelén Pucheu (Arauco, Chile, 1926-Concepción, 9 de marzo de 2005) fue un abogado y periodista chileno.
De destacada labor en el periodismo en la Región del Biobío, en 1946 entró a trabajar en la sección deportiva del diario El Sur. Fue también director del diario "Color" en los primeros años de la década de 1970. 
También es recordado por su labor dirigencial en el plano deportivo, siendo presidente de Deportes Concepción en el período 1989-1990.
Posteriormente trabajaría en el programa "Área Chica" de TVU y en el espacio deportivo radial "Deporte en Acción", de la radio Inés de Suárez. Participaría además en el programa "A los cuatro vientos" en los dos medios mencionados.